# OK Kid
OK Kid ist eine deutsche Pop-Band aus Gießen. Die Band wurde 2006 als Jona:S gegründet. Ihr Name setzt sich aus den Alben OK Computer und Kid A der Band Radiohead zusammen.

## Geschichte

### Gründungsjahre als Jona:S
Rapper und Sänger der Band Jonas Schubert lernte den Schlagzeuger und Gitarristen Raffael Kühle in einem Hip-Hop-Workshop kennen, der in der Gießener Weststadt stattfand. Die Band wurde dann 2006 von den beiden als fünfköpfige Gruppe in der Region um Gießen unter dem Namen „Jona:S“ gegründet. Jona:S veröffentlichte zwei EPs und gewann 2009 den RadioAward für neue Musik, einen Radiopreis für Nachwuchsbands.

### Umbenennung in OK Kid und Debütalbum bei Four Music
Nachdem zwei Mitglieder 2011 aus der Band ausgestiegen sind, benannte sich die Gruppe Mitte 2012 in „OK Kid“ um. Das noch bestehende Trio beschloss bald darauf, seinen Lebensmittelpunkt nach Köln zu verlagern. Im April 2013 erschien das erste und gleichnamige Album der Band namens OK Kid. Produziert wurde das Album von Sven Ludwig und Robot Koch und es erschien beim Sublabel Four Music von Sony Music. Das Album erreichte Platz 43 der offiziellen deutschen Albumcharts.
Die „Zeit“ bezeichnete die Band als „Klassensprecher der Generation Y“ „1Live“ erkannte in dem Trio eine „neue Hoffnung“ des deutschen Pop und das Juice-Magazin veröffentlichte die Worte „OK KID sprengen seit Anbeginn Grenzen, ergänzen schillernde elektronische Nuancen durch Indie-Lethargie und die längst geernteten Früchte ihrer frühen Rapsozialisation.“
Die folgenden Jahre widmeten OK Kid vor allem Touren und Konzertreisen. So trat die Band unter anderem im März 2013 beim Rockpalast des WDR Fernsehens, im April 2013 bei Circus HalliGalli als Band aus der Telefonzelle und im Juni 2013 beim Southside sowie beim Hurricane Festival auf. Die einzige Veröffentlichung in der konzertreichen Zeit war die fünf Songs umfassende EP „Grundlos“, die Platz 39 der Offiziellen Deutschen Single Charts erreichte. Im Jahr 2014 traten OK Kid mit dem Lied Unterwasserliebe beim Bundesvision Song Contest für Hessen an und belegten damit den 9. Platz.

### Erste Top-Ten-Platzierung mit dem Album „Zwei“
Drei Jahre nach dem Album-Debüt folgte im April 2016 mit Zwei das Nachfolgealbum. Zwei schaffte es sowohl in Deutschland als auch in Österreich auf Platz sechs der Albumcharts. Zudem sind auf der Veröffentlichung Gastauftritte von Megaloh und Frank Spilker zu hören.

### Eigenes Festival in Gießen und drittes Album „Sensation“
2018 rief die Band in ihrer Heimatstadt Gießen das Stadt-ohne-Meer-Festival ins Leben. Das Festival ist nach ihrem gleichnamigen Song benannt, der von Gießen handelt. OK Kid versteckte dazu in ihrem neuen Album „Sensation“ jeweils eines von vierzig Festivalbändchen als Gimmick. Auf dem Festival spielten 2018 unter anderem Künstler wie z. B. Faber, Trettmann oder Megaloh. Das Festival fand 2019 erneut statt und soll jährlich wiederholt werden. Nach den drei vorab veröffentlichten Singles Warten auf den starken Mann, Lügenhits und Wut lass nach erschien am 19. Oktober 2018 mit Sensation das dritte OK Kid-Album. Dieses wurde in Zusammenarbeit mit dem Produzenten Tim Tautorat produziert und erreichte Platz 15 der Deutschen Albumcharts. Der Musikblog veröffentlichte darüber die folgende Worte: „Mit ihrem neuen Album ‚Sensation‘ lehnen sich die Wahl-Kölner weit aus dem Fenster. Neben einem klar definierten politischen Kern beeindruckt die Band auf ihrem neuen Studiowerk auch mit einer in Klang gegossenen Pop-Liebeserklärung.“ Seit Mitte November 2018 war die Band auf einer Tour namens Lügenhits & Happy Endings Tour unterwegs.

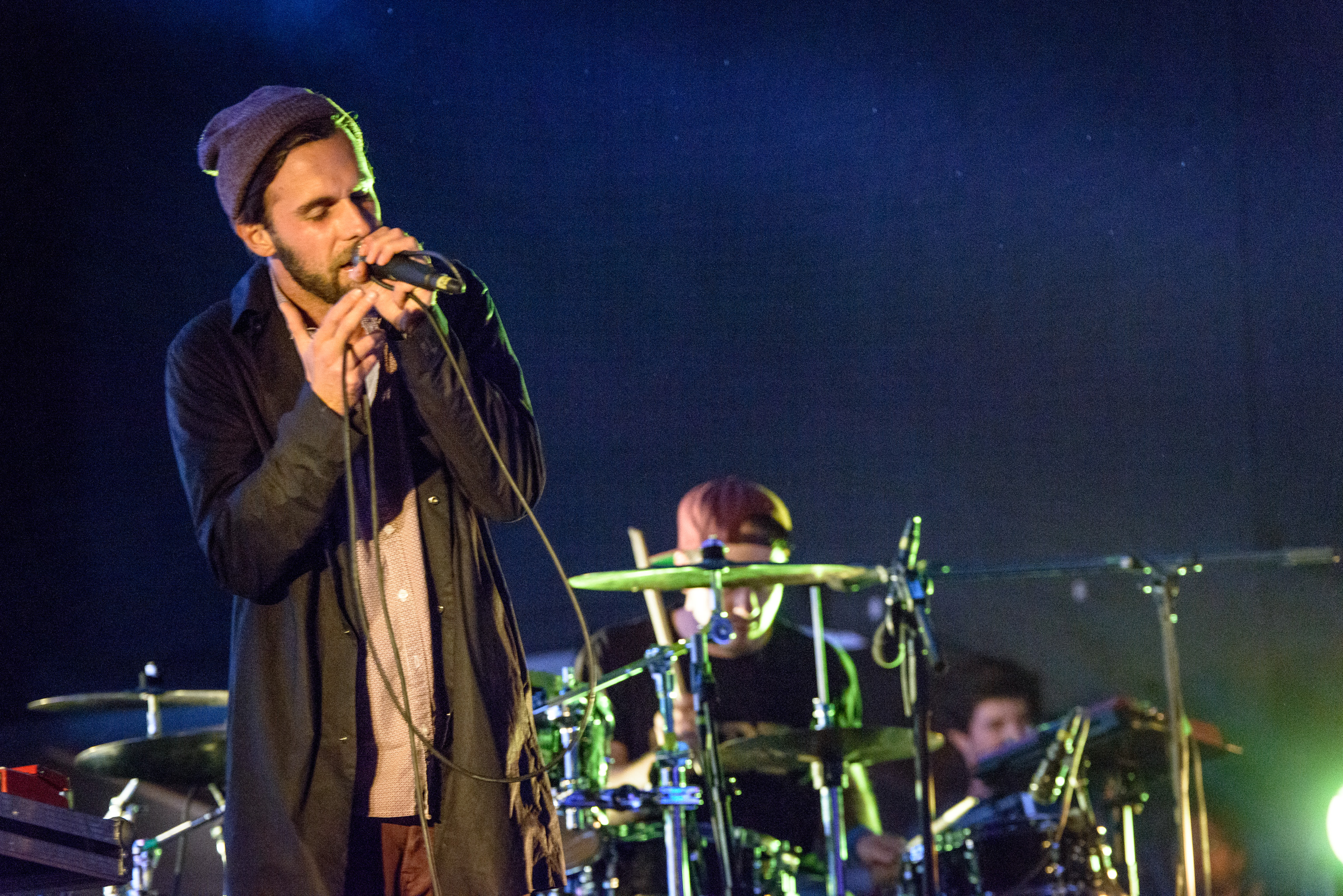
Jonas Schubert
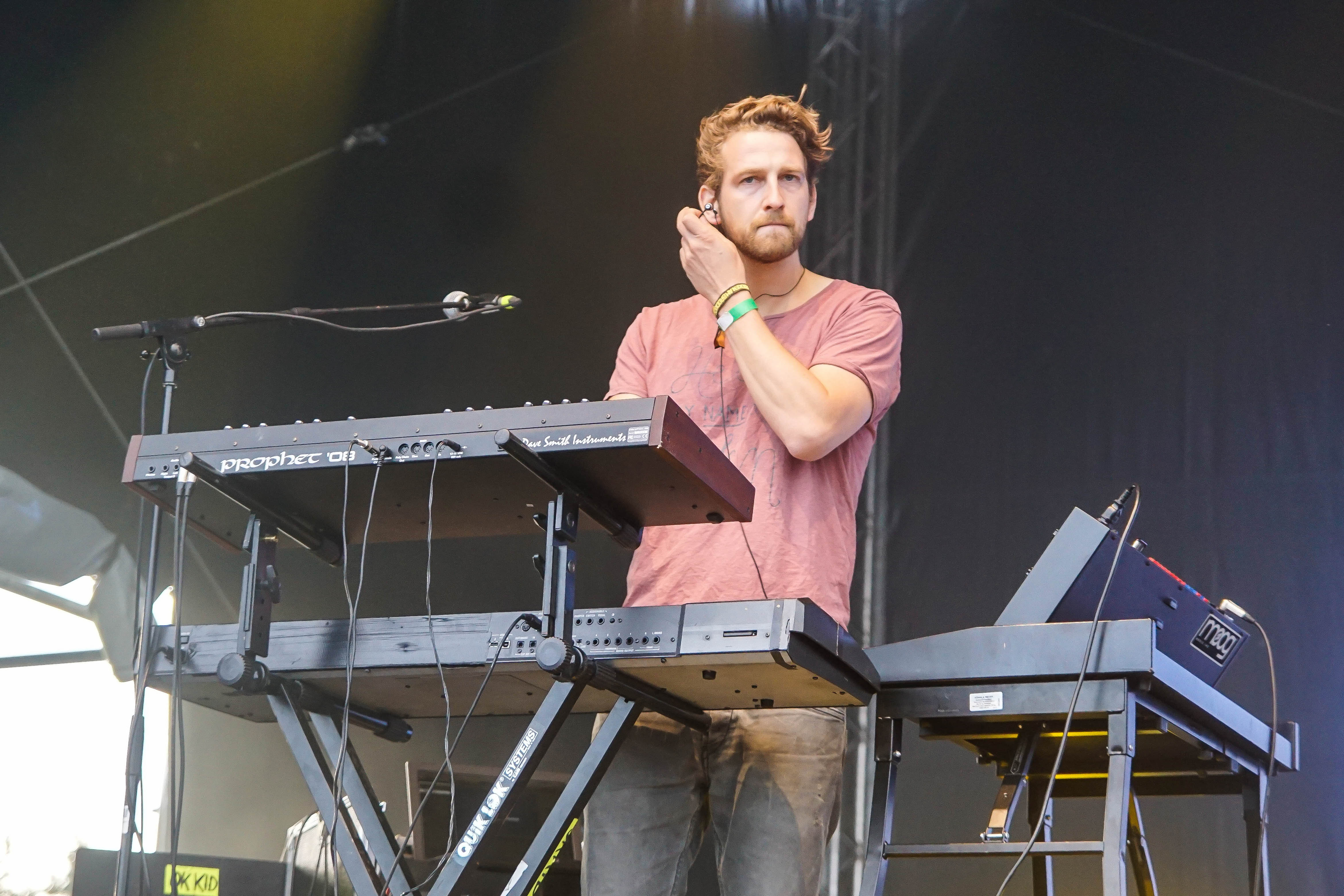
Moritz Rech
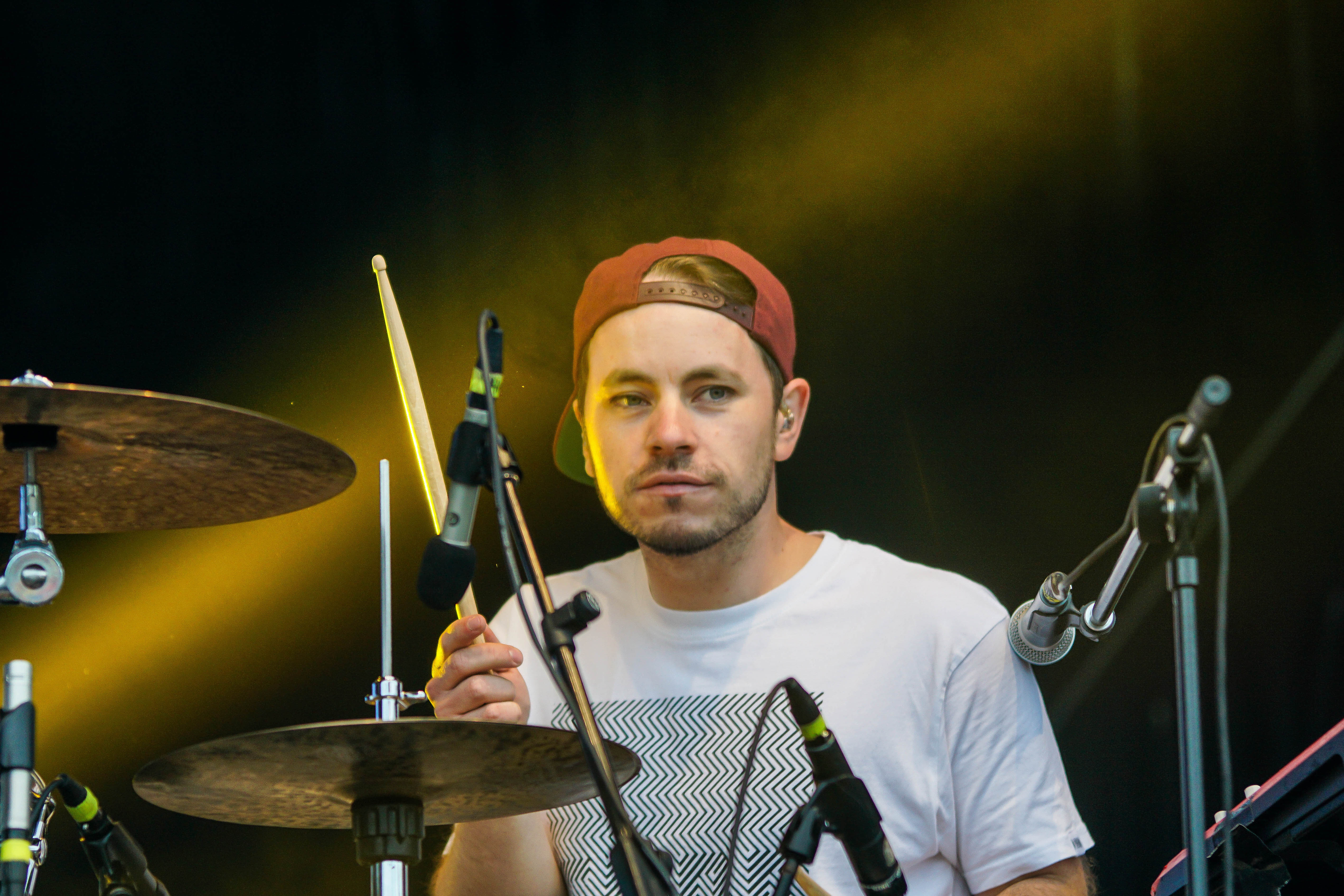
Raffael „Raffi“ Kühle

## Diskografie

### Studioalben
| Jahr | Titel Musiklabel                       | Höchstplatzierung, Gesamtwochen, AuszeichnungChartplatzierungen (Jahr, Titel, Musiklabel, Platzierungen, Wochen, Auszeichnungen, Anmerkungen) | Höchstplatzierung, Gesamtwochen, AuszeichnungChartplatzierungen (Jahr, Titel, Musiklabel, Platzierungen, Wochen, Auszeichnungen, Anmerkungen) | Höchstplatzierung, Gesamtwochen, AuszeichnungChartplatzierungen (Jahr, Titel, Musiklabel, Platzierungen, Wochen, Auszeichnungen, Anmerkungen) | Anmerkungen                             |
| Jahr | Titel Musiklabel                       | DE | AT | CH | Anmerkungen                             |
| ---- | -------------------------------------- | --- | --- | --- | --------------------------------------- |
| 2013 | OK Kid Four Music                      | DE43 (2 Wo.)DE | — | — | Erstveröffentlichung: 5. April 2013     |
| 2016 | Zwei Four Music                        | DE6 (3 Wo.)DE | AT6 (2 Wo.)AT | CH52 (1 Wo.)CH | Erstveröffentlichung: 8. April 2016     |
| 2018 | Sensation Four Music                   | DE15 (1 Wo.)DE | AT26 (1 Wo.)AT | — | Erstveröffentlichung: 19. Oktober 2018  |
| 2019 | Woodkids OK KID                        | — | — | — | Erstveröffentlichung: 11. November 2019 |
| 2022 | Drei OK KID                            | DE7 (1 Wo.)DE | — | — | Erstveröffentlichung: 13. Mai 2022      |
| 2024 | Endlich wieder da wo es beginnt OK KID | DE5 (1 Wo.)DE | — | — | Erstveröffentlichung: 16. Februar 2024  |

### EPs
| Jahr | Titel    | Höchstplatzierung, Gesamtwochen, AuszeichnungChartsChartplatzierungen (Jahr, Titel, Platzierungen, Wochen, Auszeichnungen, Anmerkungen) | Anmerkungen                        |
| Jahr | Titel    | DE | Anmerkungen                        |
| ---- | -------- | --- | ---------------------------------- |
| 2014 | Grundlos | DE39 (1 Wo.)DE | Erstveröffentlichung: 6. Juni 2014 |

Weitere EPs
- 2009: Elektrisch (als Jona:S)
- 2011: Grau (als Jona:S)

### Singles
- 2013: Kaffee warm
- 2013: Stadt ohne Meer
- 2014: Unterwasserliebe
- 2015: Gute Menschen
- 2016: Bombay Calling
- 2016: Ich kann alles
- 2017: Es ist wieder Februar
- 2019: Frühjahrsputz (feat. Jonasty, Raffi Balboa & Mo Fiff)
- 2019: E08 Schwimmen
- 2019: E01 Stotterproblem
- 2019: E02 Ich bin Fan
- 2021: Frühling Winter
- 2021: Dinner for One
- 2022: Cold Brew (Kaffee Warm 4)
- 2022: Es regnet Hirn
- 2022: Das Letzte (feat. Jeremias)

## Trivia
- Das Lied Am Ende ist Teil des offiziellen Soundtracks von FIFA 14.[24]